# Макухин, Алексей Наумович
Алексей Наумович Макухин (11 марта 1928, Шолохово, Криворожский округ — 17 июня 2000, Москва) — советский партийный и общественный деятель, министр энергетики и электрификации Украинской ССР. Кандидат в члены ЦК КПУ (1966—1986). Депутат Верховного Совета УССР 7—10-го созывов.

## Биография
Родился 11 марта 1928 года в селе Базавлук Апостоловского района Криворожского округа (ныне часть села Шолохово Никопольского района Днепропетровской области).
С 1946 года — курсант военно-морского училища.
В 1952 году окончил Ленинградский электротехнический институт, инженер-электрик.
В 1952—1954 годах — инженер-конструктор конструкторского бюро Севастопольского завода имени Серго Орджоникидзе.
В 1954—1955 годах — 2-й секретарь, в 1955—1958 годах — 1-й секретарь Севастопольского городского комитета ЛКСМУ.
Член КПСС с 1955 года.
В 1958—1959 годах — заведующий отделом организационно-партийной работы Севастопольского городского комитета КПУ. В 1959 — 1960 годах — 1-й заместитель председателя исполнительного комитета Севастопольского городского совета депутатов трудящихся.
В 1960—1961 годах — председатель исполнительного комитета Керченского городского совета депутатов трудящихся Крымской области.
В 1961—1963 годах — 1-й секретарь Керченского городского комитета КПУ Крымской области.
В марте — ноябре 1963 года — заместитель председателя исполнительного комитета Крымского промышленного областного совета депутатов трудящихся.
В ноябре 1963 — декабре 1964 года — 2-й секретарь Крымского промышленного областного комитета КПУ.
В декабре 1964 — 1971 года — 2-й секретарь Крымского областного комитета КПУ.
27 ноября 1971 — 11 мая 1982 года — министр энергетики и электрификации Украинской ССР.
В 1982—1991 годах — 1-й заместитель министра энергетики и электрификации СССР по вопросам эксплуатации электростанций и электросетей.
В 1991—1992 годах — исполняющий обязанности министра энергетики и электрификации СССР, председатель ликвидационной комиссии.
В 1992—1998 годах — заместитель директора ВОАО «АСЭН».
Умер 17 июня 2000 года в Москве.

## Награды
- ордена;
- медали.